# Промислова група
Промисло́ва гру́па (акр. ПГ) — об'єднання, до якого можуть входити промислові й сільськогосподарські підприємства, наукові й проектні установи, інші установи та організації всіх форм власності, що мають на меті отримання прибутку, і яке створюється за рішенням Уряду України на певний термін з метою реалізації державних програм розвитку пріоритетних галузей виробництва і структурної перебудови економіки України, зокрема програми згідно з міждержавними договорами, а також виробництва кінцевої продукції.